# Sammy Mellor
Samuel Alexander Mellor, detto Sammy (Yonkers, 14 marzo 1880 – 5 novembre 1948), è stato un maratoneta statunitense.

## Biografia
Sin dall'inizio Mellor presentò una predisposizione nella corsa. La sua prima vittoria fu la 6 miglia di Mount Vernon il 22 gennaio 1898.
Il 4 luglio 1902, Mellor vinse la sua prima gara nazionale, la 25 miglia della Esposizione Pan-Americana di Buffalo.

### Maratona di Boston
Mellor è descritto come "una delle prime stelle" della maratona di Boston. Dal 1901 al 1909 giunse sempre tra i primi otto.
Alla sua prima partecipazione, avvenuta nel 1901, Mellor giunse terzo dietro i canadesi John Caffery e Bill Davis. L'anno successivo vinse la corsa con il tempo di 2 ore, 43 minuti e 15 secondi. Nel 1903, la maratona bostoniana fu vinta da John Lordan mentre Mellor dovette accontentarsi del secondo posto. Nel 1904, Mellor finì solo sesto.
Nel 1908, l'ottava posizione nella maratona gli valse un posto nella squadra olimpica statunitense di maratona. Nella maratona del 1910, giunse soltanto decimo.

### Giochi olimpici
Mellor disputò la maratona ai Giochi olimpici di Saint Louis 1904, dove era dato tra i favoriti. Dopo circa 14 miglia e mezzo di corsa, Mellor fu costretto a ritirarsi.
Mellor fece parte della squadra olimpica di Londra 1908 ma non disputò la maratona di quell'Olimpiade.